# Feliks Księżarski

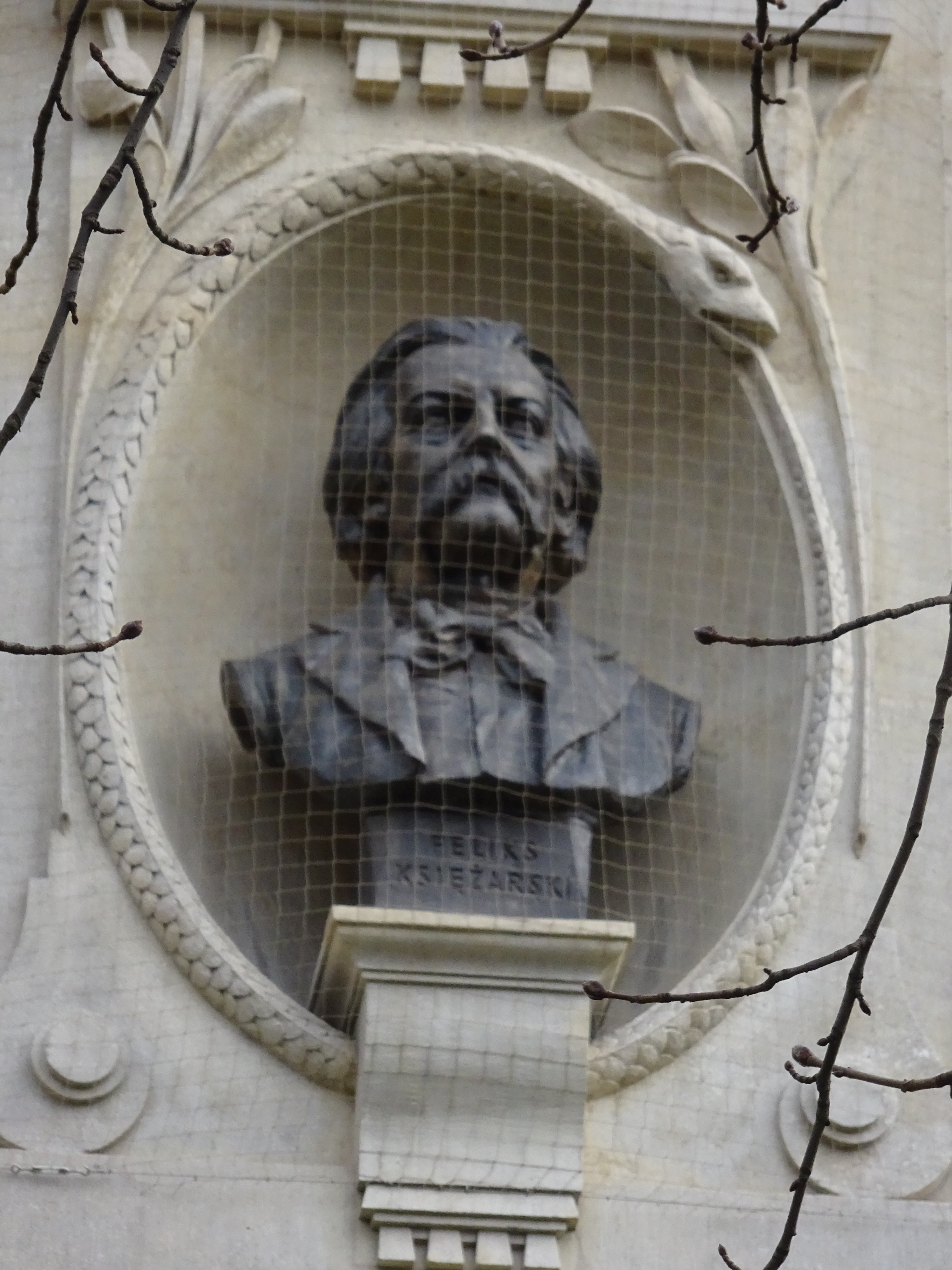
Popiersie Feliksa Księżarskiego na elewacji Pałacu Sztuki w Krakowie

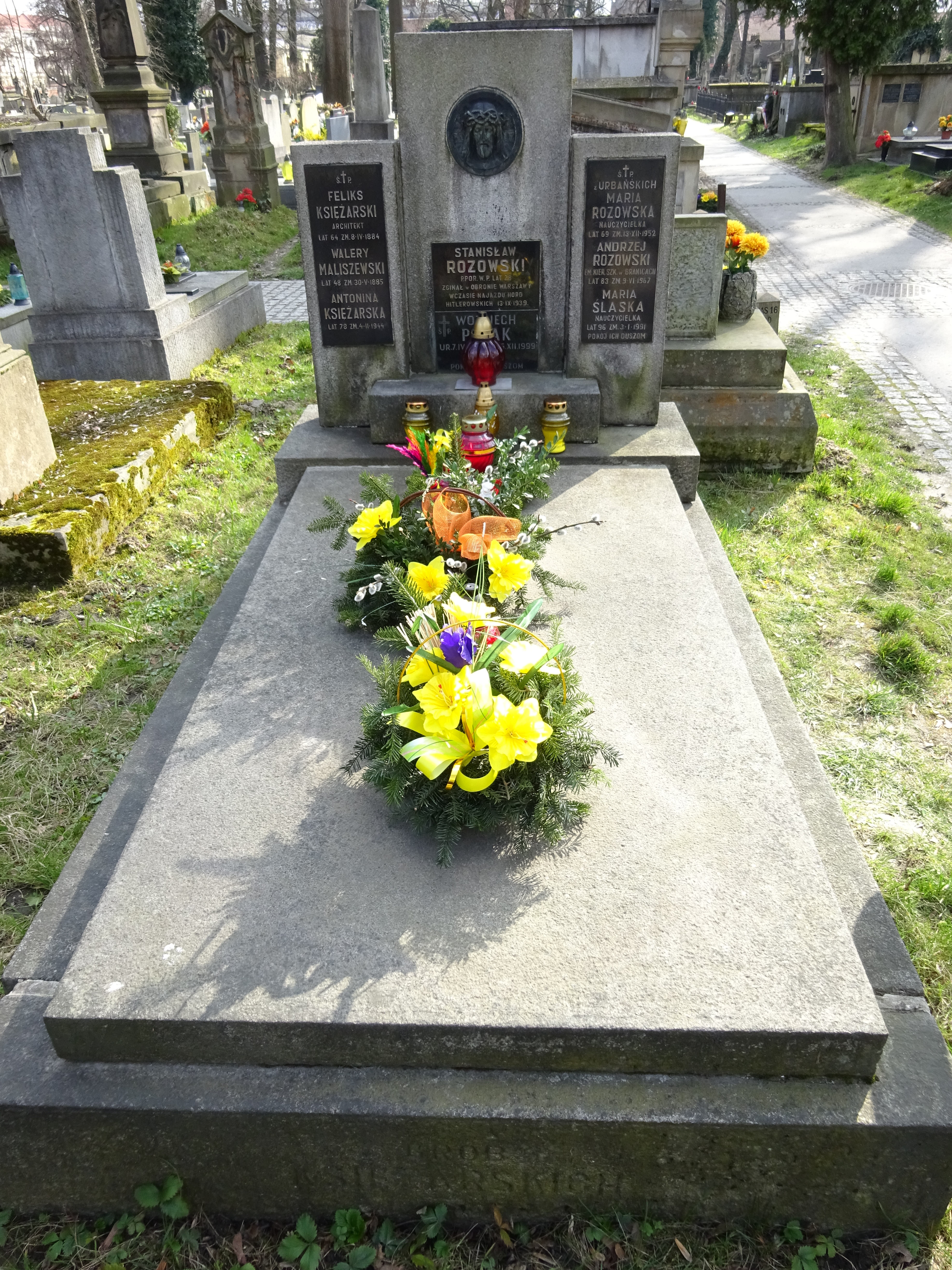
Grób Feliksa Księżarskiego na cmentarzu Rakowickim w Krakowie

Feliks Księżarski (ur. 14 stycznia 1820 w Krakowie, zm. 8 kwietnia 1884 tamże) – polski architekt.

## Życiorys
Był synem Wojciecha kupca i adiunkta policji oraz Elżbiety Taroni. Ukończył liceum św. Anny, w latach 1835-1837 studiował na Wydziale Filozoficznym UJ, w latach 1837-1838 na Akademii Sztuk Pięknych w Monachium (klasa: Baukunst), a w roku 1839 w Karlsrühe. W 1843 ukończył popieraną przez polską emigrację Wojskową Szkołę Artylerii i Inżynierii w Metz. Pracę podjął w Paryżu, gdzie w latach 1844-1848 pracował na stanowisku konstruktora dróg i mostów. W 1849 powrócił do Krakowa, ale pracę zgodną ze swoim wykształceniem podjął dopiero w 1852, kiedy to uzyskał uprawnienia budowlane.
W 1851 powołany został na zastępcę profesora rysunku architektonicznego i perspektywy w Instytucie Technicznym. W latach 1855–1857 był asystentem katedry budownictwa, a od 1854 pracował także na stałym etacie w C. K. Starostwie w Krakowie w oddziale budownictwa, przechodząc wszystkie szczeble kariery urzędniczej; w 1876 został radcą budowlanym w Namiestnictwie we Lwowie. Był członkiem Komisji Egzaminów Rządowych dla Wydziału Budownictwa Politechniki Lwowskiej. W 1857 został członkiem Krakowskiego Towarzystwa Naukowego, działał w komisji archeologii i sztuk pięknych. 
W 1876 odznaczony Orderem Franciszka Józefa. W 1852 roku ożenił się ze swoją kuzynką, Katarzyną Marianną Maliszewską, córką Tomasza i Józefy z Taronich, siostrą fotografa Walerego Maliszewskiego. Księżarscy mieli trzy córki: zmarłą młodo Oktawię, Kazimierę Ślaską (zm. 1900) i Antoninę (1866–1944).
Pochowany został na cmentarzu Rakowickim (pas 16, rząd zach.), a jego pomnik nagrobny jest autorstwa Tadeusza Błotnickiego.

## Twórczość
Autor budynków w stylach historycznych: kościołów, dworów, pałaców, gmachów użyteczności publicznej. Budował na terenie Galicji. 
W stylu neogotyckim wzniósł m.in. kościół w Chochołowie (1853), kaplicę bł. Bronisławy w Krakowie i Collegium Novum Uniwersytetu Jagiellońskiego (1883-1887), wzorowane na budynku Kreuzgymnazjum w Dreźnie według projektu Ch. Arnolda; ukończone już po śmierci Księżarskiego. W stylu neoromańskim zaprojektował Kościół Niepokalanego Serca Najświętszej Maryi Panny w Krakowie (Felicjanek) (1883), oraz Kościół św. Mikołaja w podkrakowskich Liszkach (1873). W stylu neorenesansowym zostały wzniesione w 1876 gmach Namiestnictwa we Lwowie i Bank Kredytowy.
Jako architekt brał udział w przebudowie i konserwacji zabytków. Kierował przebudową Pałacu Lubomirskich w Przeworsku. W latach 1854–1856 przebudowywał i adaptował Zamek Królewski na Wawelu na potrzeby koszar wojskowych. Pracował także przy budowie innych fortyfikacji twierdzy Kraków. Kierował robotami budowlanymi przy restauracji Collegium Maius UJ w latach 1864-1870 prowadzonej według projektów wiedeńskiego architekta H. Bergmana.
W 1865 pracował przy konserwacji Ołtarza Wita Stwosza. Zaproszony do Komisji Balneologii, w 1857 przebudował Łazienki (obecnie Stare Łazienki) w Krynicy Zdroju.

## Prace

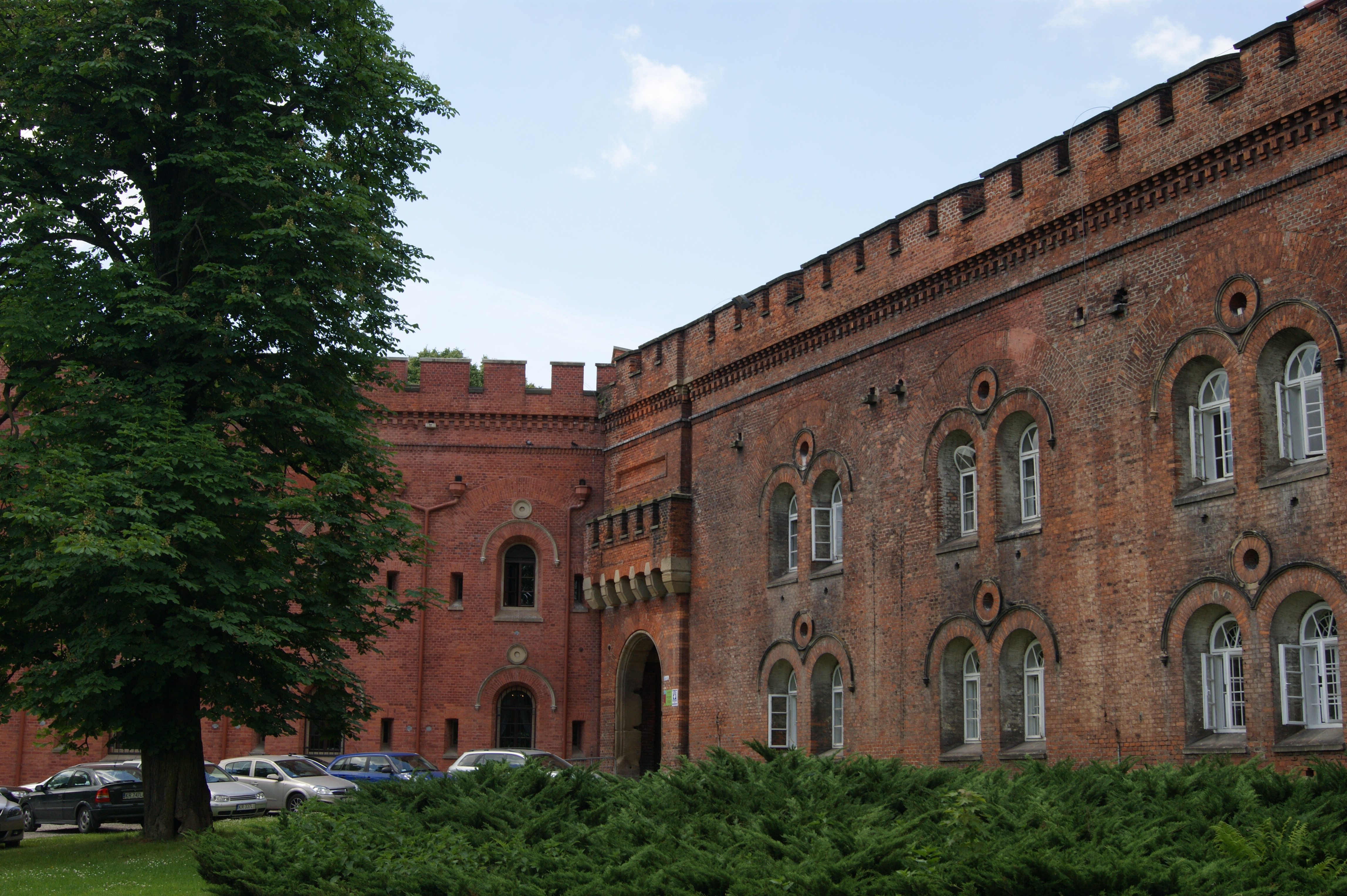
Fort nr 2 Kościuszko, Kraków  al. Waszyngtona 1, 1850
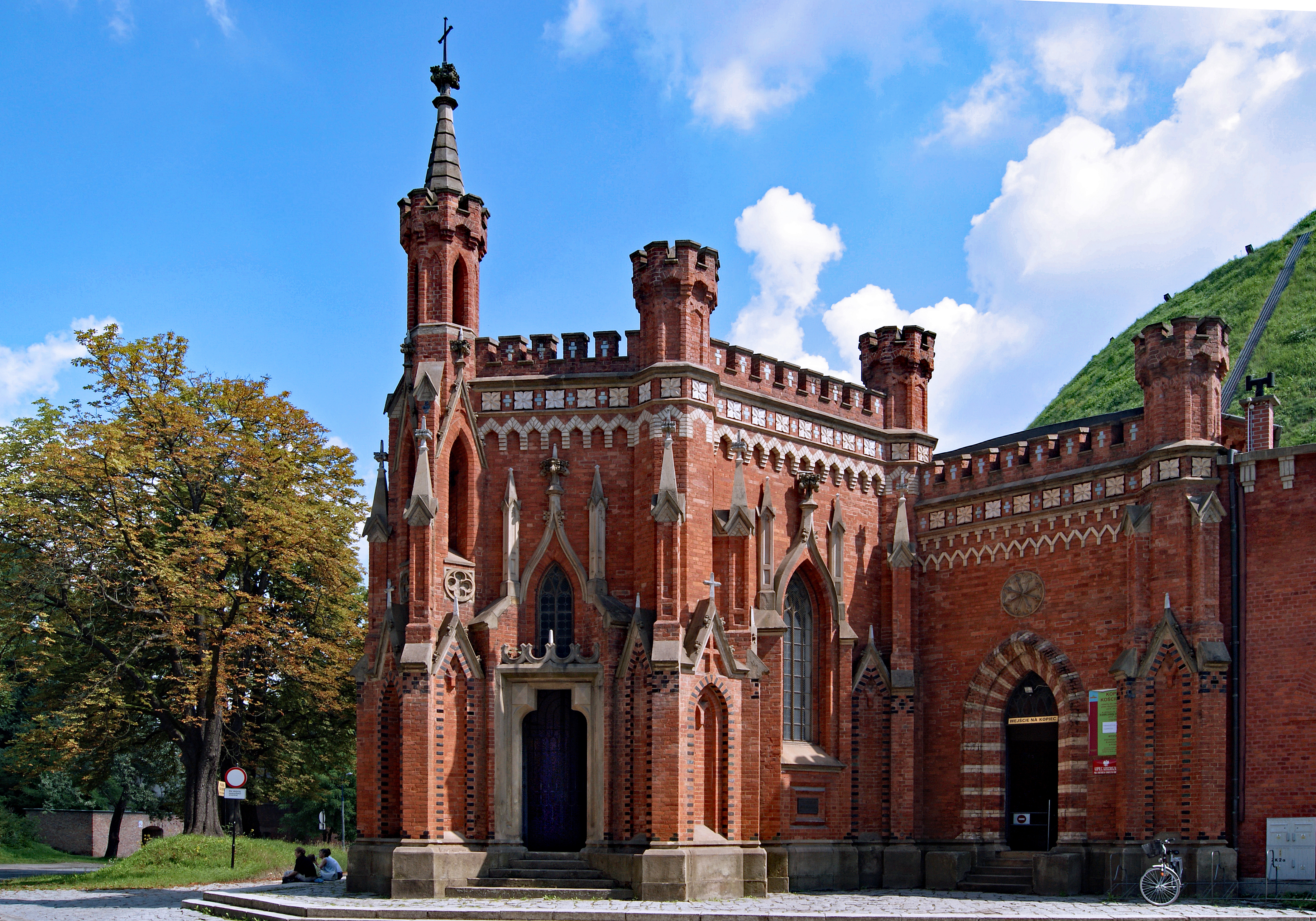
Kaplica bł. Bronisławy, Kraków al. Waszyngtona 1, 1854
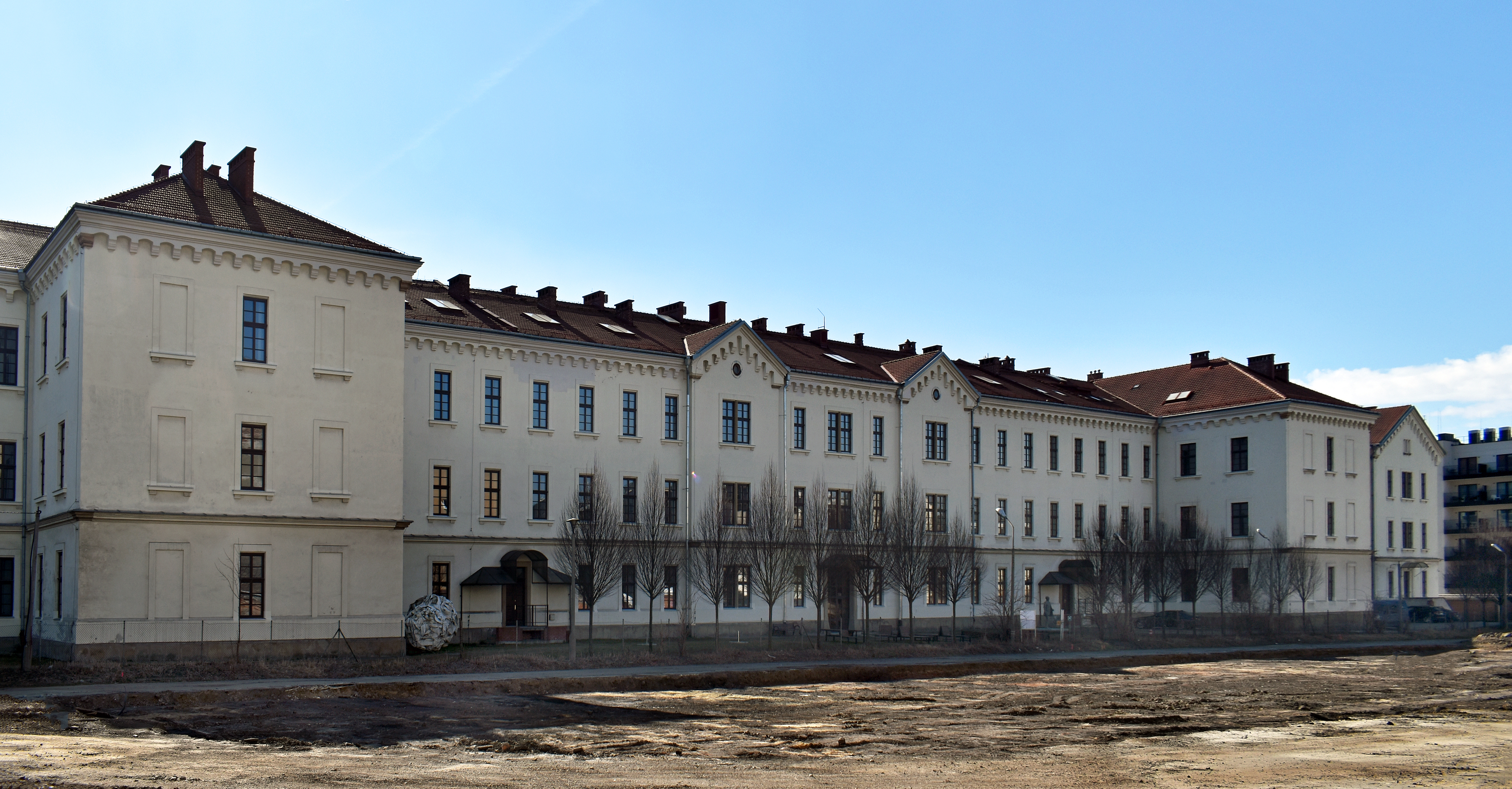
Koszary piechoty im. Cesarza Franciszka Józefa Armii Austro-Węgier, Kraków ul. Rajska 1-3, 1858
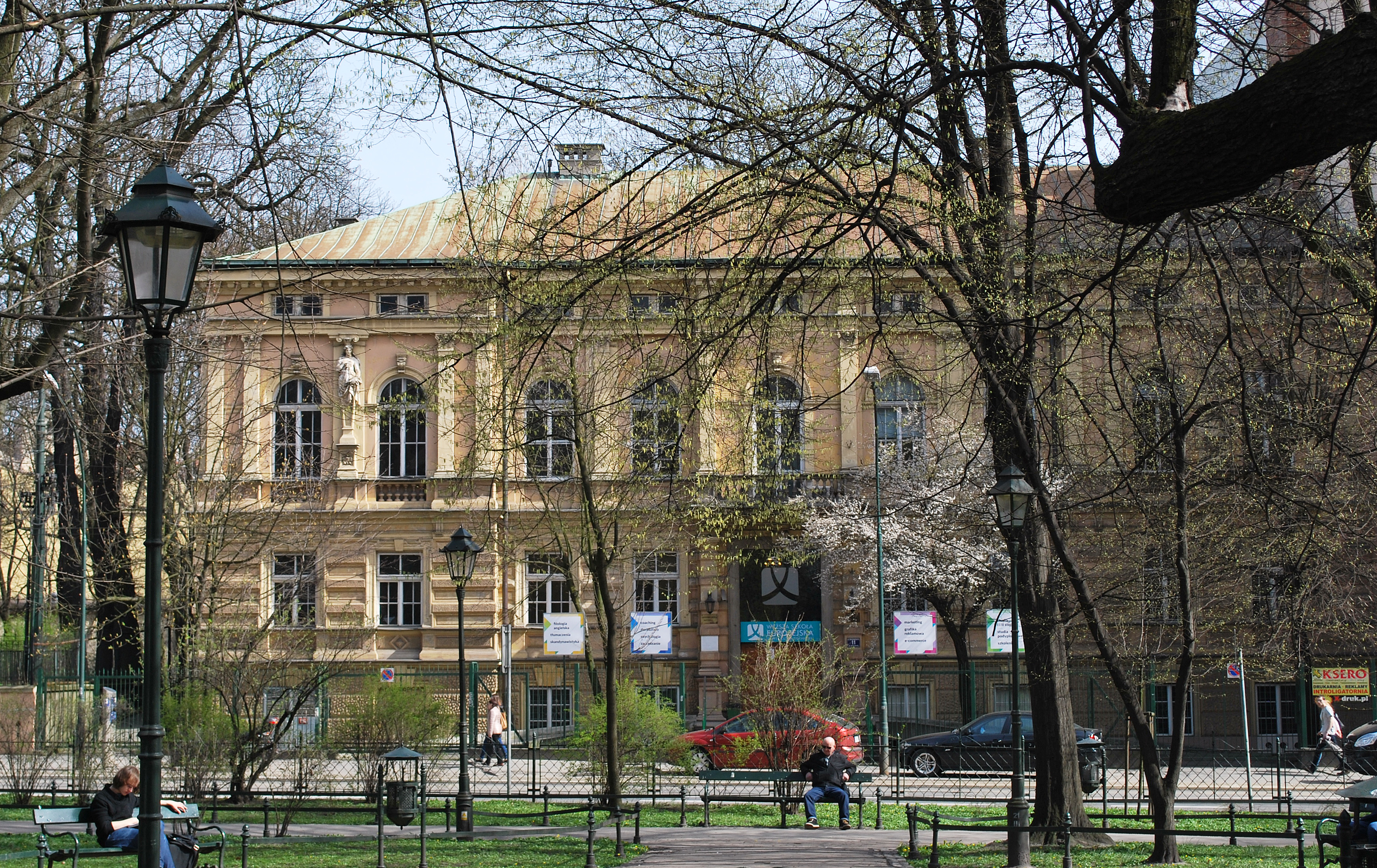
Pałac Walerego Rzewuskiego, Kraków  ul. Westerplatte 11, 1865
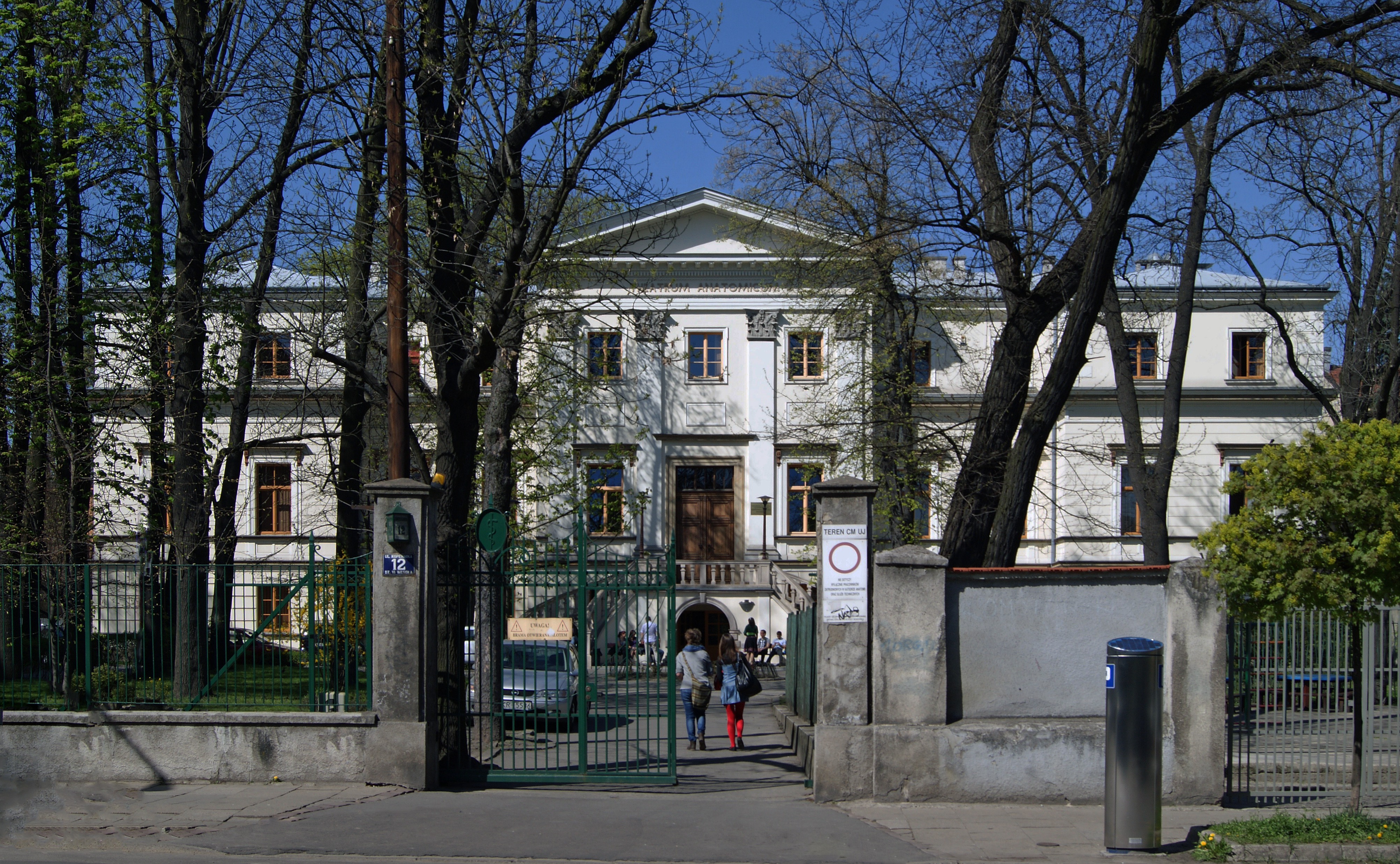
Theatrum Anatomicum CM UJ, Kraków ul. Kopernika  12, 1869
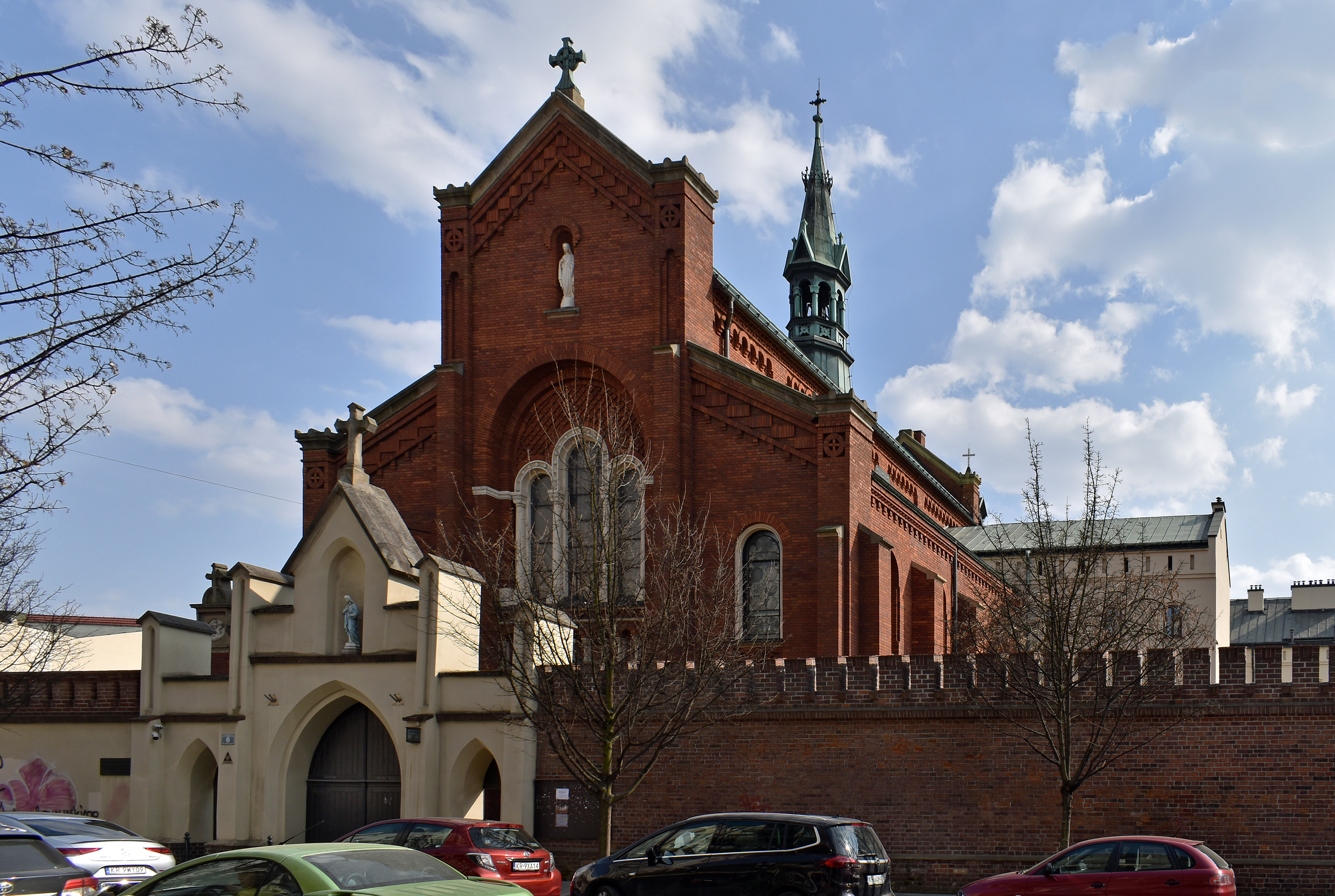
Kościół Niepokalanego Serca NMP, Kraków ul. Smoleńsk 6, 1875
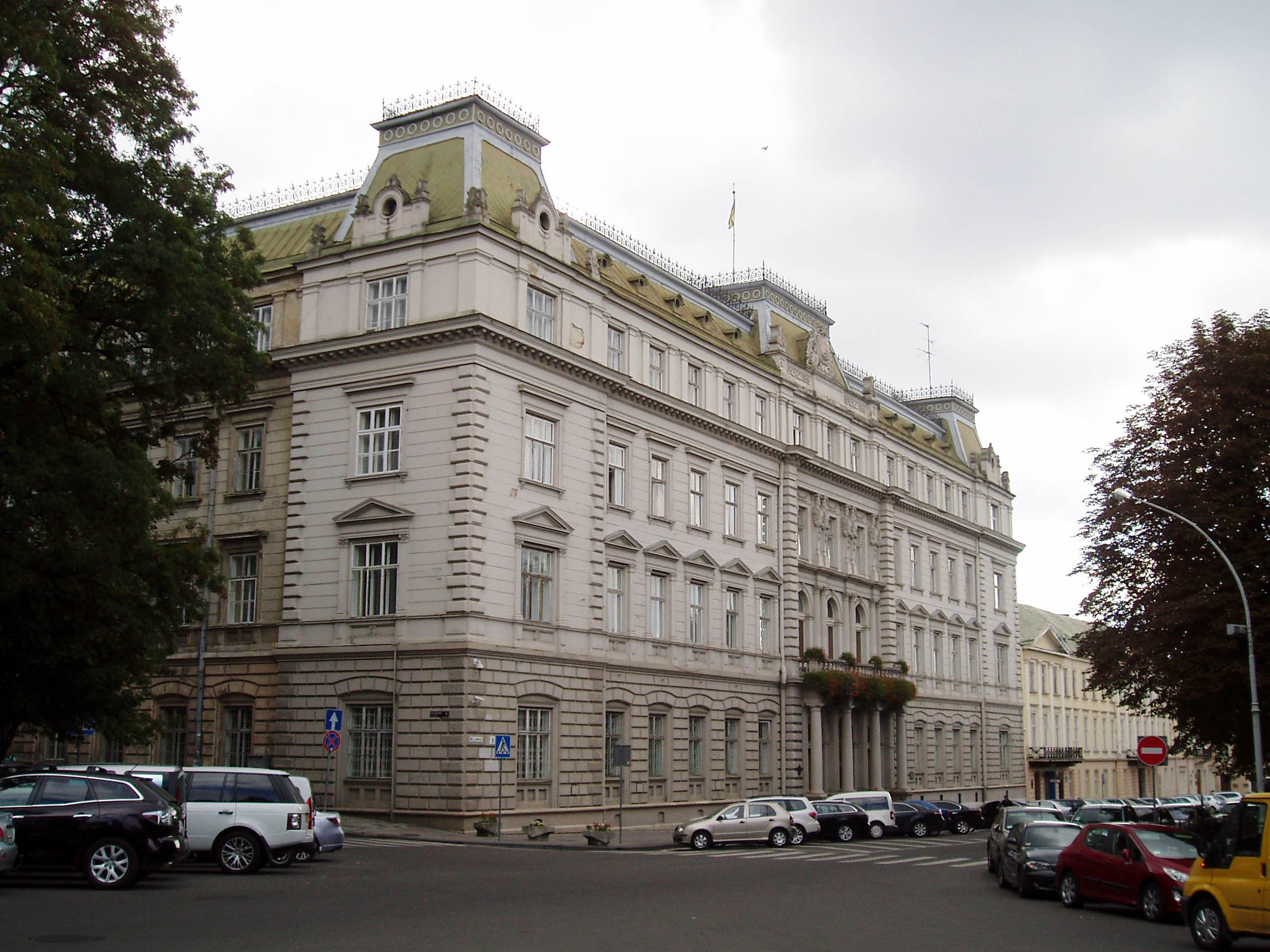
Pałac Namiestnikowski, Lwów ul. Wynnyczenki 18, 1876
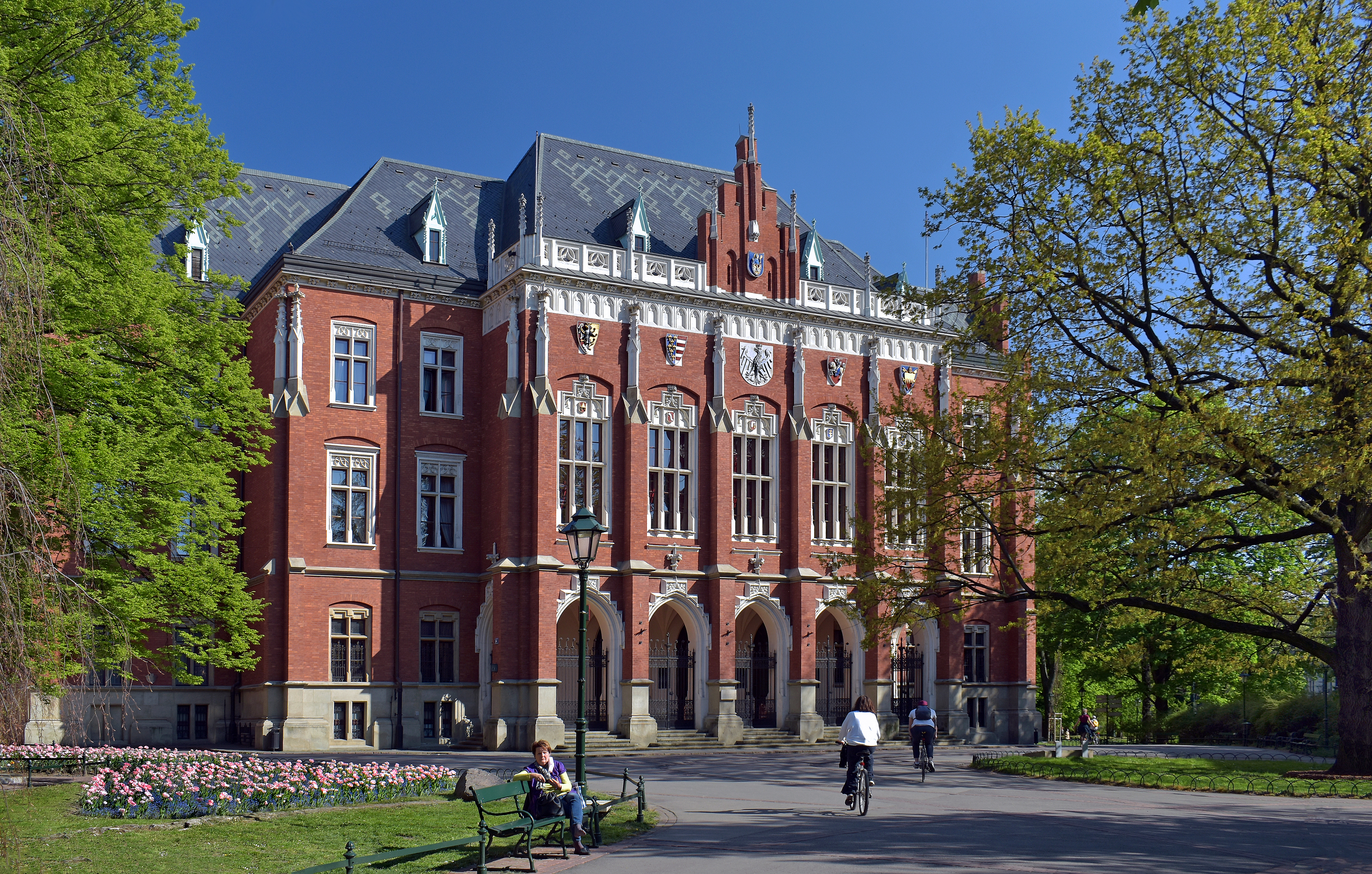
Collegium Novum UJ, Kraków  ul. Gołębia 24, 1882
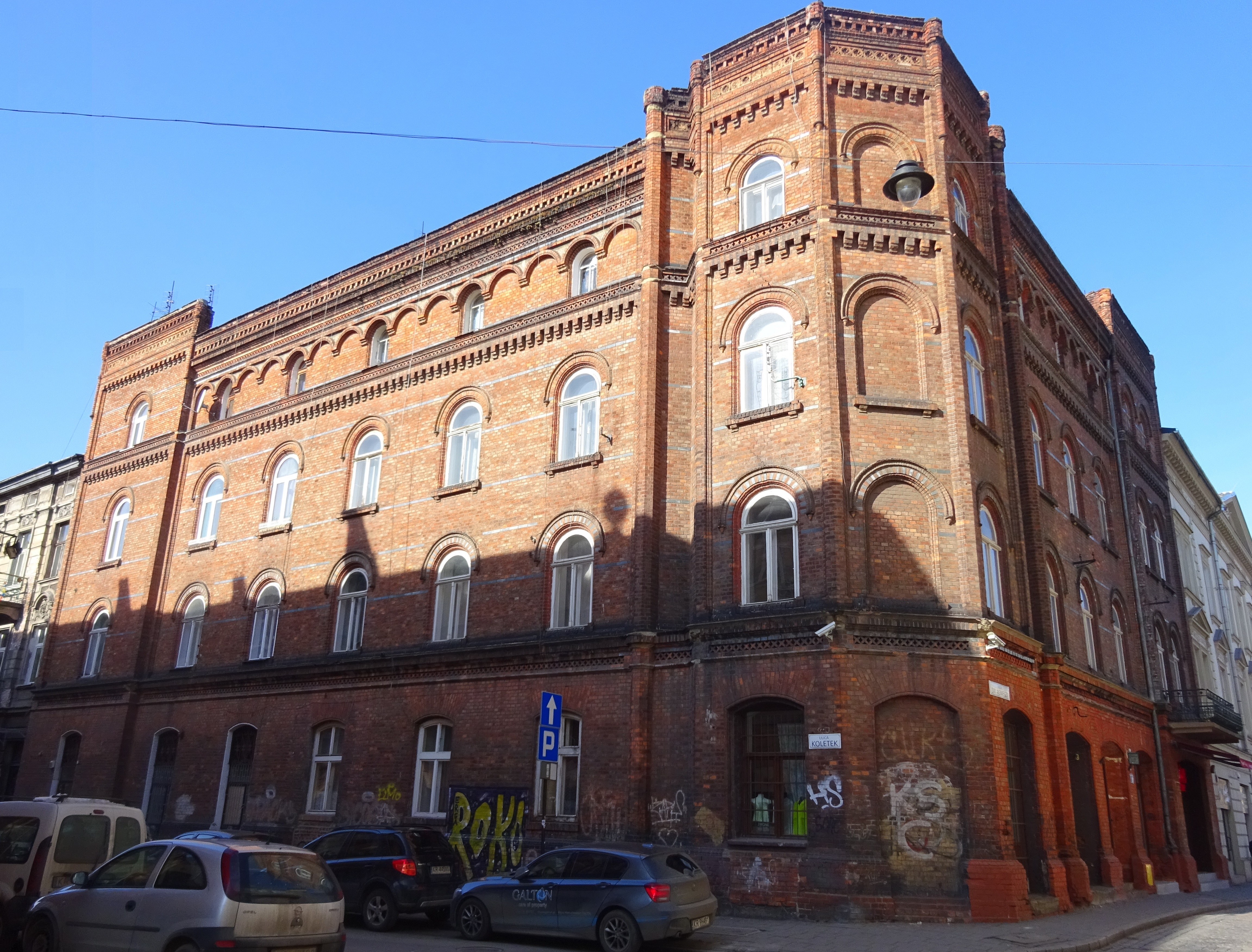
Nowy Dom Celny, Kraków ul. Stradomska 17, 1863